# Aftácidas
Aftácidas ou Banu Alaftas (do árabe banuʿl-Aftas ou Banu al-Aftas) foram uma dinastia de que musulmanés assumiu o poder na Taifa de Badajoz, e que logrou manter o seu domínio durante a maior parte do século XI (1022-1095).
Durante a fitna (guerra civil) que levou à queda do califado omíada de Córdova, em 1022, Abedalá ibne Alaftas (donde deriva o nome da dinastia aftácida), antigo mercenário arabe-berberes, tomou o poder em Badajoz, por morte de Sabur Alamiri (um servo de origem eslava, que servira na corte do califa Aláqueme II e que se autoproclamara senhor de Badajoz em 1009, e para o qual ibne Alaftas exercera funções governamentais). Adicionou ao seu nome o epíteto (lacabe) de Almançor Bilá, ou seja, "vencedor em nome de Alá" e governou um extensa reino que se estendia por parte significativa do Algarbe Alandalus, desde a linha do Douro até ao sul do Tejo, vindo a falecer em 1045.
A este sucedeu o filho Almuzafar I (r. 1045–1065), que teve lutar contra os propósitos expansionistas dos Abádidas da Taifa de Sevilha (que pretendiam, muito provavelmente, refazer em proveito próprio a velha unidade política do califado omíada), bem como contra as investidas do norte cristão, que pela primeira vez se afirmava como potência no quadro da Península Ibérica, com a união de todo o noroeste debaixo da coroa de Fernando Magno de Leão e Castela, o qual viria sucessivamente a tomar ao reino de Badajoz velhas praças de fronteira, nas quais nunca verdadeiramente se chegaram a afirmar como senhores incontestados: Lamego (29 de Novembro de 1057), Viseu (finais de 1057 ou inícios de 1058), e como corolário, Coimbra (24 de Julho de 1064), reduzindo assim em definitivo o território sob a autoridade dos Aftácidas ao sul da bacia do Mondego. Para além disso, viu-se ainda obrigado, a partir de 1055, a pagar páreas (tributos) ao rei leonês, para evitar as depradações sobre o seu território.
Por morte de almuzafar, sucederam-lhe dois filhos, Iáia ibne Maomé Almançor (que governou entre 1065 e 1072 em Badajoz) e Omar Mutavaquil (que governou entre 1065 e 1072 em Évora, e após essa data e até 1094 refez a unidade do reino em proveito próprio, a partir de Badajoz). Mutavaquil tentou, durante um breve lapso de tempo (1080–1081), anexar a taifa de Toledo (dos Dulnúnidas), o que lhe daria prestígio e força na luta contra os cristãos, mas o projecto saiu gorado. Ao mesmo tempo, teve que fazer face aos ataques que os Abádidas lançavam ao Sul do seu território.
Alguns anos volvidos, Afonso VI de Leão e Castela conseguiu alcançar o desiderato de tomar Toledo (1085), o que levou os principais reis de taifa Badajoz, Sevilha, Granada) a reunirem-se e a solicitar a intervenção de uma potência externa (os Almorávidas de Marrocos) na luta contra os cristãos. Estes viriam a derrotar Afonso VI em Zalaca (1086), após o que iniciaram a anexação dos diferentes reinos de taifa. Mutavaquil, vendo-se perdido, invocou a protecção de Afonso VI, e entregou-lhe em 1093 as praças da linha do Tejo (Lisboa e Santarém); de pouco lhe serviu, pois em 1094 caiu em poder dos Almorávidas e foi executado com dois dos seus filhos. Um outro, porém, Almançor III, sobreviveu, e continuou a governar, até data incerta, em Montánchez. Em 1095, todo o antigo reino aftácida tinha sido reconquistado pelos Almorávidas, com excepção de Santarém.

## Lista de soberanos aftácidas
- Abedalá ibne Alaftas (Abedalá ibne Maomé ibne Maslama ibne Aláftas; r. 1022–1045)
- Almuzafar I (Abacar Maomé ibne Abedalá Almuzafar;  r. 1045–1065)
- Iáia ibne Maomé Almançor (1065–1072, em Badajoz)
- Omar Mutavaquil (Omar ibne Maomé Mutavaquil; r. 1065–1072) em Évora; 1072–1094 em Badajoz)
- Almançor III (1094-?, em Montánchez)